# Список вулиць Львова (С)
Список усіх вулиць Львова, що починаються на літеру С.
У списку вулиці подані за алфавітом. Назви вулиць на честь людей відсортовані за прізвищем і подаються у форматі Прізвище Ім'я і/або Посада. Якщо вулиця названа за цілісним псевдонімом або прізвиськом, то сортування відбувається за першої літерою псевдоніма або імені, тобто Лесі Українки — на літеру Л, Марка Вовчка, Марка Черемшини — на М, Олени Пчілки — на О, Панаса Мирного — на П, Янки Купали — на Я тощо.
Курсивом позначені зниклі вулиці.
Колір фону у списку залежить від типу урбаноніма.
| Назва                          | Тип      | Колишні назви | Район                               | Місцевість                               | Рік затв. | Джерела                |
| ------------------------------ | -------- | --- | ----------------------------------- | ---------------------------------------- | --------- | ---------------------- |
| Сагайдачного Петра             | вулиця   | Генінґа (част.) | Личаківський                        | Личаків                                  | 1933      | ПСВЛ, ІВЛ, ВП, Л       |
| Садибна                        | вулиця   | Зелена бічна | Сихівський                          | Сихів                                    | 1962      | ПСВЛ, ВП, Л            |
| Садівнича                      | вулиця   | | Личаківський                        | Майорівка                                | 1957      | ПСВЛ, ВП, Л            |
| Садова                         | вулиця   | Точинскєґо, Точиського, Дворова, Садова бічна | Залізничний                         | Скнилівок                                | 1946      | ПСВЛ, ВП, Л            |
| Садовського Миколи             | вулиця   | Сьвєнтеґо Юзефа | Личаківський                        | Кайзервальд                              | 1946      | ПСВЛ, ІВЛ, ВП, Л       |
| Саковича Касіяна               | вулиця   | Косьцєльна (Знесіння); Добрей Волі, Доброї Волі | Личаківський                        | Знесіння                                 | 1993      | ПСВЛ, ІВЛ, ВП, Л       |
| Саксаганського Панаса          | вулиця   | Сьцєжкова, Романовіча, Аллєєнштрассе, Романовича | Личаківський                        | Центр                                    | 1944      | ПСВЛ, ІВЛ, ВП, Л       |
| Самарська                      | вулиця   | Районна бічна | Залізничний                         | Левандівка                               | 1993      | ПСВЛ, ВП, Л            |
| Самбірська                     | вулиця   | Луцька бічна | Залізничний                         | Сигнівка                                 | 1993      | ПСВЛ, ВП, Л            |
| Самійленка Володимира          | вулиця   | Офіцерска, Кернерґассе, Офіцерська | Личаківський                        | Штіллерівка                              | 1993      | ПСВЛ, ІВЛ, ВП, Л       |
| Самокиша Миколи                | вулиця   | Шевченка бічна (Кривчиці); Тарасівська бічна | Личаківський                        | Кривчиці                                 | 1993      | ПСВЛ, ІВЛ, ВП, Л       |
| Самчука Уласа                  | вулиця   | Понятовскєґо, Рацлавіцка, Кобилянської, Ґартенштрасе, Понятовського, Пархоменка | Галицький                           | Софіївка                                 | 1992      | ПСВЛ, ІВЛ, ВП, Л       |
| Санітарна                      | вулиця   | | Залізничний                         | Скнилівок                                | 1955      | ПСВЛ, ВП, Л            |
| Сапила Віталія                 | вулиця   | Орльонт Львовскіх (Підсигнівка), Коряцька | Залізничний                         | Сигнівка                                 | 2022      | ВЛ, ПСВЛ, ВП, Л        |
| Сарненська                     | вулиця   | Висоцкєґо, Вердіґассе, Висоцького | Франківський                        | Новий Світ                               | 1946      | ПСВЛ, ВП, Л            |
| Сар'яна Мартіроса              | вулиця   | Рагози, Маузерґассе, Степаняна | Залізничний                         | Новий Світ                               | 1993      | ПСВЛ, ІВЛ, ВП, Л       |
| Сахарова Андрія, академіка     | вулиця   | ділянка суч. вул. Нечуя-Левицького — вул. Стрийська: Вулька, Вулєцка дроґа, Вулєцка, Вулєцкє корсо, Гейдріхвеґ, Вулецька, Суворова; ділянка суч. вул. Бойківська — вул. Стрийська: Стрийска бочна, Спортова, Кавецкєґо, Кіндергаймґассе, Кавецького, Спортивна, Суворова | Франківський                        | Вулька, Кастелівка                       | 1992      | ПСВЛ, ІВЛ, ВП, Л       |
| Сбитова Павла                  | вулиця   | Щитова, Скібіньскєго, Дюрерштрассе, Скібінського, Плеханова, Засядька Олександра | Франківський                        | Вулька                                   | 2023      | ВЛ, ПСВЛ, ІВЛ, ВП, Л   |
| Свєнцицького Іларіона          | вулиця   | Дверніцкєґо (част.), Голонівська (част.), Бадґассе (част.), Дверницького (част.), Інститутська (част.), 30-річчя Перемоги (част.) | Галицький                           | Софіївка                                 | 1991      | ПСВЛ, ІВЛ, ВП, Л       |
| Свидницького Анатолія          | вулиця   | Бельовска, Бельовська | Личаківський, Галицький             | Пасіки, Снопків                          | 1946      | ПСВЛ, ІВЛ, ВП, Л       |
| Світанкова                     | вулиця   | Зелена бічна | Сихівський                          | Сихів                                    | 1962      | ПСВЛ, ВП, Л            |
| Світла                         | вулиця   | | Шевченківський                      | Кам'янка                                 | 1958      | ПСВЛ, ВП, Л            |
| Свободи                        | проспект | з парного боку: Вали Ніжше, Кароля Людвіка вижша, Гетманьска, 1 Травня, Музеумштрассе, Адолф Гітлеррінґ, Гетьманська, Леніна; з непарного боку: Кароля Людвіка ніжша, Кароля Людвіка, Леґіонув, 1 Травня, Опернштрассе, Адолф Гітлеррінґ, Легіонів, Леніна | Галицький                           | Центр                                    | 1991      | ПСВЛ, ВП, Л            |
| Святої Софії Премудрості Божої | площа    | | Сихівський                          | Персенківка                              | 2021      | ЛМР                    |
| Святого Теодора                | площа    | Сьвєнтеґо Теодора, Центральна | Шевченківський                      | Центр                                    | 1991      | ПСВЛ, ВП, Л            |
| Святого Юра                    | площа    | Под Сьвентим Юром, Сьвєнтеґо Юра, Ґеорґспляц, Святого Юра, Хмельницького | Галицький                           | Центр                                    | 1991      | ПСВЛ, ВП, Л            |
| Севастопольська                | вулиця   | Гофмана бочна, Рея, Шляйхґассе]] | Личаківський                        | Личаків                                  | 1950      | ПСВЛ, ВП, Л            |
| Севери Івана                   | вулиця   | 22 Стичня (част.), 22 Січня (част.), Кримська (част.) | Галицький                           | Снопків                                  | 1993      | ПСВЛ, ІВЛ, ВП, Л       |
| Сельських                      | вулиця   | Дунін-Борковскіх бочна, Яновскєґо, Скаґеракґассе, Яновського, Бойченка | Франківський                        | Новий Світ                               | 1992      | ПСВЛ, ІВЛ, ВП, Л       |
| Селянська                      | вулиця   | Вєйска | Шевченківський                      | Замарстинів                              | 1946      | ПСВЛ, ВП, Л            |
| Сембратовичів                  | вулиця   | Каштеляньска, Каштеллянґассе, Каштелянська, Перова | Залізничний                         | Привокзальна                             | 2022      | ПСВЛ, ІВЛ, ВП, Л       |
| Семирадського Генріка          | вулиця   | Сємірадзкєґо, Рубенсґассе | Франківський                        | Новий Світ                               | 1944      | ПСВЛ, ІВЛ, ВП, Л       |
| Семисотріччя Львова            | площа    | | Шевченківський                      |                                          | 1956      |                        |
| Сеньковича Федора              | вулиця   | Замкнєнта (Замарстинів); Замкнена (Замарстинів); Виробнича | Шевченківський                      | Замарстинів                              | 1993      | ПСВЛ, ІВЛ, ВП, Л       |
| Сербська                       | вулиця   | ділянка суч. пл. Ринок — вул. Староєврейська: Скотскєґо тарґу, Шкоцка (Шоттенґассе), Сербска, Кроатенштрассе; ділянка суч. вул. Староєврейська — вул. Братів Рогатинців: Ружаньцова, Розенштрассе, Сербска; ділянка суч. вул. Братів Рогатинців — пл. Соборна: Бернардиньска ніжша, Сербска, Кроатенштрассе                                                                  | Галицький                           | Центр                                    | 1944      | ПСВЛ, ВП, Л            |
| Сигнальна                      | вулиця   | Сиґналова, Зіґнальґассе, Сигналова | Залізничний                         | Сигнівка                                 | 1946      | ПСВЛ, ВП, Л            |
| Сигнівка                       | вулиця   | Сиґнювка, Зиґнювер-Кверґассе | Залізничний                         | Сигнівка                                 | 1944      | ПСВЛ, ВП, Л            |
| Симоненка Василя               | вулиця   | Радянської Конституції | Франківський                        | Кульпарків                               | 1991      | ПСВЛ, ІВЛ, ВП, Л       |
| Синявського Олекси             | вулиця   | Чукотська | Залізничний                         | Підсигнівка                              | 1993      | ПСВЛ, ІВЛ, ВП, Л       |
| Сихівська                      | вулиця   | Ворошилова | Сихівський                          | Сихів                                    | 1989      | ПСВЛ, ВП, Л            |
| Сімовича Василя                | вулиця   | Хлаповскєґо, Страдіваріґассе, Хлаповського, Панфілова | Франківський                        | Новий Світ                               | 1992      | ПСВЛ, ІВЛ, ВП, Л       |
| Сінна                          | вулиця   | Замкнєнта (Замарстинів); Сєнна | Шевченківський                      | Замарстинів                              | 1944      | ПСВЛ, ВП, Л            |
| Сірка Івана                    | вулиця   | | Залізничний                         | Левандівка                               | 1956      | ПСВЛ, ІВЛ, ВП, Л       |
| Січинського Дениса             | вулиця   | Ґлюзіньскєґо, Глюзінського, Лопатіна | Личаківський                        | Пасіки                                   | 1992      | ПСВЛ, ІВЛ, ВП, Л       |
| Січнева                        | вулиця   | Крива (с. Гори (част.)) | Личаківський                        | Ялівець                                  | 1958      | ПСВЛ, ВП, Л            |
| Січова                         | вулиця   | Нова (Кривчиці) | Личаківський                        | Кривчиці                                 | 1962      | ПСВЛ, ВП, Л            |
| Січових Стрільців              | вулиця   | Маєра, Маєрувка, 3 Мая, 17 Вересня, 29. Юніштрассе | Галицький                           | Центр                                    | 1991      | ПСВЛ, ВП, Л            |
| Скельна                        | вулиця   | Скалка, Яблоновскєґо бочна, На Скалце, Фельзенштрассе, На Скалці, На Скалі | Галицький                           | Штіллерівка                              | 1950      | ПСВЛ, ВП, Л            |
| Скидана Карпа                  | вулиця   | Сьвєнтей Кінґі бочна, Кінґа Небенґассе, Святої Кінги бічна, Савіної бічна | Шевченківський                      | Підзамче                                 | 1991      | ПСВЛ, ІВЛ, ВП, Л       |
| Скісна                         | вулиця   | Укосьна, Верґассе | Франківський                        | Новий Світ                               | 1946      | ПСВЛ, ВП, Л            |
| Скляна                         | вулиця   | | Шевченківський                      | Клепарів                                 |           | ПСВЛ, ВП, Л            |
| Скнилівська                    | вулиця   | Маршалковска (Скнилівок); Замкнена (Скнилівок) | Залізничний                         | Скнилівок                                | 1962      | ПСВЛ, ВП, Л            |
| Скнилівський 1-ий              | провулок | Комсомольська (Скнилівок) | Залізничний                         | Скнилівок                                | 1962      | ПСВЛ, ВП, Л            |
| Скнилівський 2-ий              | провулок | Ворошилова (Скнилівок) | Залізничний                         | Скнилівок                                | 1962      | ПСВЛ, ВП, Л            |
| Скнилівський 3-ий              | провулок | Франка (Скнилівок) | Залізничний                         | Скнилівок                                | 1962      | ПСВЛ, ВП, Л            |
| Скнилівський 4-ий              | провулок | Шевченка (Скнилівок) | Залізничний                         | Скнилівок                                | 1962      | ПСВЛ, ВП, Л            |
| Скнилівський 5-ий              | провулок | Сільська (Скнилівок) | Залізничний                         | Скнилівок                                | 1962      | ПСВЛ, ВП, Л            |
| Скнилівський 6-ий              | провулок | Лесі Українки (Скнилівок) | Залізничний                         | Скнилівок                                | 1962      | ПСВЛ, ВП, Л            |
| Скнилівський 7-ий              | провулок | Міцкевича (Скнилівок) | Залізничний                         | Скнилівок                                | 1962      | ПСВЛ, ВП, Л            |
| Скнилівський 8-ий              | провулок | | Залізничний                         | Скнилівок                                | 1962      | ПСВЛ, ВП, Л            |
| Скнилівський 9-ий              | провулок | | Залізничний                         | Скнилівок                                | 1962      | ПСВЛ, ВП, Л            |
| Скнилівський 10-ий             | провулок | | Залізничний                         | Скнилівок                                | 1962      | ПСВЛ, ВП, Л            |
| Сковороди Григорія             | вулиця   | Гауснера, Ваґнер-Яуреґґассе | Личаківський                        | Личаків                                  | 1944      | ПСВЛ, ІВЛ, ВП, Л       |
| Скорика Мирослава              | вулиця   | ділянка суч. пр-кт Шевченка — пл. Маланюка: Хоронщизна ніжша, Хоронщизна; ділянка суч. пл. Маланюка — вул. Стефаника): Хоронщизна вижша, Хоронщизна, Чайковського, Цу Дер Гоенґассе, Чайковського (част.) | Галицький                           | Центр                                    | 2022      | ПСВЛ, ІВЛ, ВП, Л, ЛМР  |
| Скорини Франциска              | вулиця   | Федоренка | Сихівський                          | Боднарівка                               | 1992      | ПСВЛ, ІВЛ, ВП, Л       |
| Скромна                        | вулиця   | Сенаторска (Левандівка) | Залізничний                         | Левандівка                               | 1933      | ПСВЛ, ВП, Л            |
| Сластіона Опанаса              | вулиця   | Низинна бічна | Залізничний                         | Левандівка                               | 1993      | ПСВЛ, ІВЛ, ВП, Л       |
| Сливова                        | вулиця   | | Сихівський                          | Новий Львів                              | 1957      | ПСВЛ, ВП, Л            |
| Слобідська                     | вулиця   | Зелена бічна | Сихівський                          | Сихів                                    | 1962      |                        |
| Слободівни Марії               | вулиця   | Павліковскєґо бочна, Павліковскі-Зайтенґассе, Павликовського бічна, Вересаєва | Личаківський                        | Погулянка                                | 1993      | ПСВЛ, ІВЛ, ВП, Л       |
| Словацького Юліуша             | вулиця   | ділянка суч. вул. Коперника — вул. Дорошенка: Семінарска (Семінажа), Оссоліньскіх (част.), Словацкєґо; ділянка суч. вул. Дорошенка — вул. Січових Стрільців: Палацова, Словацкєґо, Земінаріумштрассе | Галицький                           | Центр                                    | 1944      | ПСВЛ, ІВЛ, ВП, Л       |
| Слов'янська                    | вулиця   | | Франківський                        | Вулька                                   | 1958      | ПСВЛ, ВП, Л            |
| Слюсарська                     | вулиця   | Будівельна (Левандівка) | Залізничний                         | Левандівка                               | 1958      | ПСВЛ, ВП, Л            |
| Смаль-Стоцького Степана        | вулиця   | Ґрудецко-Польна, Біліньскіх, Шпеєрґассе, Білінських, Бєлінського | Франківський                        | Новий Світ                               | 1992      | ПСВЛ, ІВЛ, ВП, Л       |
| Смерекова                      | вулиця   | Под смереком, Кіферґассе | Шевченківський                      | Центр                                    | 1944      | ПСВЛ, ВП, Л            |
| Сметани Бедржиха               | вулиця   | Стахєвіча бочна, Ваверска, Паганініґассе, Ваверська | Франківський                        | Новий Світ                               | 1946      | ПСВЛ, ІВЛ, ВП, Л       |
| Сміла                          | вулиця   | Рейтана (Замарстинів), Сьмяла | Личаківський                        | Замарстинів                              | 1944      | ПСВЛ, ВП, Л            |
| Сміливих                       | вулиця   | Вярусув, Ґуноґассе, Вярусів | Франківський                        | Вулька                                   | 1946      | ПСВЛ, ВП, Л            |
| Смольського Григорія           | вулиця   | Ґроттґера, Васильківського, Гроттгера, Васнецова | Личаківський                        | Личаків                                  | 1993      | ПСВЛ, ІВЛ, ВП, Л       |
| Смотрицького Мелетія           | вулиця   | Червоноармійська (Скнилівок) | Залізничний                         | Скнилівок                                | 1993      | ПСВЛ, ІВЛ, ВП, Л       |
| Снігурівська                   | вулиця   | | Личаківський                        | Кривчиці                                 | 1962      | ПСВЛ, ВП, Л            |
| Сніжна                         | вулиця   | Бенедиктиньска, Сьнєжна, Снежна | Галицький                           | Центр                                    | 1946      | ПСВЛ, ВП, Л            |
| Снопківська                    | вулиця   | Желязней Води, Ґібувка, Снопковска, Снопковерштрассе | Галицький                           | Снопків                                  | 1944      | ПСВЛ, ВП, Л            |
| Соборна                        | площа    | Бернардиньскі, Бернгардпляц, Бернардинська, Черняховського, Возз'єднання | Галицький                           | Центр                                    | 1993      | ПСВЛ, ВП, Л            |
| Сокільницька                   | вулиця   | Сокольницька | Франківський                        | Боднарівка                               | 1959      | ПСВЛ, ВП, Л            |
| Соколина                       | вулиця   | | Личаківський                        | Майорівка                                | 1957      | ПСВЛ, ВП, Л            |
| Солов'їна                      | вулиця   | Соловія | Залізничний                         | Сигнівка                                 | 1962      | ПСВЛ, ВП, Л            |
| Солодова                       | вулиця   | Льоншанувка, Слодова, Володимирґассе | Личаківський                        | Личаків                                  | 1946      | ПСВЛ, ВП, Л            |
| Солом'янка                     | вулиця   | Осетинська | Залізничний                         | Скнилівок                                | 1962      | ПСВЛ, ВП, Л            |
| Сонячна                        | вулиця   | | Франківський                        | Кульпарків                               | 1975      | ПСВЛ, ВП, Л            |
| Соняшникова                    | вулиця   | Киргизька | Сихівський                          | Сихів                                    | 1993      | ПСВЛ, ВП, Л            |
| Сороки Михайла                 | вулиця   | Піярув бочна ІІІ, Крупіньскєґо, Крупінського, Кольцова | Личаківський                        | Цетнерівка                               | 1993      | ПСВЛ, ІВЛ, ВП, Л       |
| Сорохтея Осипа                 | вулиця   | Сьвєнтокшиска бочна, Ґайліґенкройц Небенґассе, Свєнтокшиська бічна, 27 липня бічна | Шевченківський                      | Клепарів                                 | 1991      | ПСВЛ, ІВЛ, ВП, Л       |
| Сорочинська                    | вулиця   | Садловскєґо, Балуцкєґо, Балуцького, Пушкаря | Шевченківський                      | Клепарів                                 | 1992      | ПСВЛ, ВП, Л            |
| Сосенка Модеста                | вулиця   | Абраґамчикув (част.), Декабристів, Абрагамчикув, Абрагамчиків, Проскурівська, Вершигори | Шевченківський                      | Клепарів                                 | 1991      | ПСВЛ, ІВЛ, ВП, Л       |
| Соснова                        | вулиця   | Кохмана | Шевченківський                      | Клепарів                                 | 1934      | ПСВЛ, ВП, Л            |
| Сосюри Володимира              | вулиця   | Йорданьска, Йорданґассе, Йорданська | Шевченківський                      | Клепарів                                 | 1966      | ПСВЛ, ІВЛ, ВП, Л       |
| Спадиста                       | вулиця   | Замкова кшива, Спадзіста, Юрийґассе | Шевченківський                      | Високий замок                            | 1944      | ПСВЛ, ВП, Л            |
| Сотника Панаса Василя          | вулиця   | Лесі Українки (Рясне); Лесі Українки, Василевської | Шевченківський                      | Рясне                                    | 1993      | ПСВЛ, ВП, Л            |
| Союзу Українок                 | вулиця   | Пястув (Замарстинів); П'ястів; Лобачевського Миколи | Шевченківський                      | Підзамче                                 | 2022      | ПСВЛ, ІВЛ, ВП, Л, РЛМР |
| Спокійна                       | вулиця   | Спокойна, Ляуфбанґассе | Франківський                        | Богданівка                               | 1944      | ПСВЛ, ВП, Л            |
| Сполучна                       | вулиця   | | Залізничний                         | Білогорща                                | 1958      | ПСВЛ, ВП, Л            |
| Сріблиста                      | вулиця   | Ясна (Замарстинів) | Шевченківський                      | Замарстинів                              | 1958      | ПСВЛ, ВП, Л            |
| Ставова                        | вулиця   | Ставова бочна, Ставова Небенґассе, Ставова бічна | Шевченківський                      | Циганівка                                | 1993      | ПСВЛ, ВП, Л            |
| Ставропігійська                | вулиця   | Божего Цяла, Домініканьска, Домініканерштрассе, Домініканська, Залізняка | Галицький                           | Центр                                    | 1946      | ПСВЛ, ВП, Л            |
| Стадників                      | вулиця   | Новоповітряний провулок | Залізничний                         | Білогорща                                | 1991      | ПСВЛ, ІВЛ, ВП, Л       |
| Станційна                      | вулиця   | Холодновідківська бічна | Залізничний                         | Скнилівок                                | 1993      | ПСВЛ, ВП, Л            |
| Станція Личаків                | вулиця   | | Личаківський                        | Личаків                                  | 1955      | ПСВЛ, ВП, Л            |
| Стара                          | вулиця   | Цебулянка, Хасідім пшечніца, Цебульна, Ашкеназеґо, Міштґассе, Ашкеназего | Шевченківський                      | Центр                                    | 1950      | ПСВЛ, ВП, Л            |
| Старий Ринок                   | площа    | Новей Божніци (Рибни), Стари Ринек, Альтеррінґпляц | Галицький                           | Центр                                    | 1944      | ПСВЛ, ВП, Л            |
| Старицького Михайла            | вулиця   | Окульскєґо, Фалькенгайнґассе, Окульського | Франківський                        | Новий Світ                               | 1946      | ПСВЛ, ІВЛ, ВП, Л       |
| Стародубська                   | вулиця   | Барска, Барська, Челюскінців | Залізничний                         |                                          | 1992      | ПСВЛ, ВП, Л            |
| Староєврейська                 | вулиця   | ділянка суч. вул. Театральна — вул. Арсенальська: Бидлєнца, Зарванска (Серванска, Сербанска, Сервенґассе), Векслярска; ділянка суч. вул. Галицька — вул. Сербська: Нова Жидовска, Векслярска; ділянка суч. вул. Сербська — вул. Арсенальська: Капітульна (Домкапітельґассе), Векслярска; ділянка суч. вул. Театральна — вул. Галицька: Боімув, Ферберштрассе, Боїмів, Фрунзе | Галицький                           | Центр                                    | 1990      | ПСВЛ, ВП, Л            |
| Старознесенська                | вулиця   | Старознєсєнна, Старознєсєнска, Знесенер Дорфштрассе, Косомольська (Кривчиці); Миронюка | Личаківський                        | Знесіння                                 | 1990      | ПСВЛ, ВП, Л            |
| Староміська                    | вулиця   | Вонска, Ґенся, Гусяча | Шевченківський                      | Центр                                    | 1963      | ПСВЛ, ВП, Л            |
| Старосольських                 | вулиця   | Сакр-Кер (Нови Сьвят пшечніца), Карпіньскеґо, Боґенштрассе | Залізничний                         | Новий Світ                               | 2024      | ВЛ, ПСВЛ, ВП, Л        |
| Стеблиста                      | вулиця   | Якубовскєґо, Гартнер Небенґассе, Якубовського | Шевченківський                      | Замарстинів                              | 1950      | ПСВЛ, ВП, Л            |
| Стельмаха Михайла              | вулиця   | Костюшка (Рясне) | Шевченківський                      | Рясне                                    | 1988      | ПСВЛ, ІВЛ, ВП, Л       |
| Степанівни Олени               | вулиця   | Кордецкєґо, Кордецького, Ленінградська | Залізничний                         |                                          | 1991      | ПСВЛ, ІВЛ, ВП, Л       |
| Степового Якова                | вулиця   | Ворошилова (Збоїща) | Шевченківський                      | Збоїща                                   | 1958      | ПСВЛ, ІВЛ, ВП, Л       |
| Стефаника Василя               | вулиця   | Оссоліньскіх, Поштґассе, Оссолінських, Костомарова | Галицький                           | Центр                                    | 1946      | ПСВЛ, ІВЛ, ВП, Л       |
| Стеценка Кирила                | вулиця   | Сонячна (Збоїща) | Шевченківський                      | Збоїща                                   | 1958      | ПСВЛ, ІВЛ, ВП, Л       |
| Стецька Ярослава               | вулиця   | ділянка суч. вул. Білозіра — вул. Саксаганського: Сенаторска, Падеревскєґо, Сенаторштрассе, Падеревського, Добролюбова; ділянка суч. вул. Саксаганського — вул. Грушевського: Дулємбянкі, Ботанікерштрассе, Дулембянки, Добролюбова | Галицький                           | Центр                                    | 1993      | ПСВЛ, ІВЛ, ВП, Л       |
| Стешенка Івана                 | вулиця   | Соколина (част.) | Личаківський                        | Майорівка                                | 1993      | ПСВЛ, ІВЛ, ВП, Л       |
| Стороженка Олекси              | вулиця   | Рицерска, Величкоґассе, Рицарська | Залізничний                         |                                          | 1946      | ПСВЛ, ІВЛ, ВП, Л       |
| Стрийська                      | вулиця   | Стрийска дроґа, Стрийска, Стриєрштрассе | Галицький, Сихівський, Франківський | Снопків, На помірках, Вулька, Боднарівка | 1944      | ПСВЛ, ВП, Л            |
| Стрілецька                     | вулиця   | Паулінув гурна, Паулінів верхня | Личаківський                        | Личаків                                  | 1958      | ПСВЛ, ВП, Л            |
| Стрімка                        | вулиця   | Жулкєвска бочна направо ІІІ (Замкова бочна ІІІ), Строма | Шевченківський                      |                                          | 1946      | ПСВЛ, ВП, Л            |
| Струмок                        | вулиця   | Спортова (Клепарів), Струмик | Шевченківський                      | Клепарів                                 |           | ПСВЛ, ВП, Л            |
| Студентська                    | вулиця   | Студентек, Штудентенґассе, Студенток | Личаківський                        | Погулянка                                | 1946      | ПСВЛ, ВП, Л            |
| Студинського Кирила            | вулиця   | | Шевченківський                      | Збоїща                                   | 1989      | ПСВЛ, ІВЛ, ВП, Л       |
| Стуса Василя                   | вулиця   | Снопковска (част.), Карловічувней, Снопковерґассе, Карловичівни, Південна, Островського | Галицький, Сихівський               | Снопків, Новий Львів                     | 1991      | ПСВЛ, ІВЛ, ВП, Л       |
| Суботівська                    | вулиця   | | Залізничний                         | Левандівка                               | 1956      | ПСВЛ, ВП, Л            |
| Судова                         | вулиця   | Сондова, Ґеріхтштрассе | Галицький                           | Центр                                    | 1945      | ПСВЛ, ВП, Л            |
| Сулими Івана                   | вулиця   | Оброни Дворца, Іван Франкоґассе, Оброни Двірця | Франківський                        | Богданівка                               | 1946      | ПСВЛ, ІВЛ, ВП, Л       |
| Сумська                        | вулиця   | Оравска, Ораверґассе, Оравська, Полянська (част.) | Сихівський                          | Новий Львів                              | 1958      | ПСВЛ, ВП, Л            |
| Сусідня                        | вулиця   | | Сихівський                          | Козельники                               | 1958      | ПСВЛ, ВП, Л            |
| Суха                           | вулиця   | Трокенґассе, Кузякіна | Франківський                        | Богданівка                               | 1991      | ПСВЛ, ВП, Л            |
| Сушка Романа                   | вулиця   | Колективна | Залізничний                         | Левандівка                               | 1993      | ПСВЛ, ВП, Л            |
| Сушкевича Корнила              | вулиця   | Торова (Знесіння); Гохберґера, Рейкова, Прикордонників | Шевченківський                      | Знесіння                                 | 1993      | ПСВЛ, ВП, Л            |
| Східна                         | вулиця   | Всходня | Шевченківський                      |                                          | 1946      | ПСВЛ, ВП, Л            |
| Сходова                        | вулиця   | Сенявщизна бочна, Треппенґассе | Шевченківський                      | Високий замок                            | 1944      | ПСВЛ, ВП, Л            |
| Сяйво                          | вулиця   | Ґрунвальдзка (Левандівка), Мєйска (част.), Вестрінг ІІ, Міська (част.); Бялоґорска бочна, Кулаковскєґо, Кулаковського, Кленова, Сяйво (част.) | Залізничний                         | Левандівка                               | 1963      | ПСВЛ, ВП, Л            |
| Сянська                        | вулиця   | Синаґоґі (Пши жидовскєй школє), Божніча, Тредлерґассе, Божнича, Санська | Галицький                           | Центр                                    | 1945      | ПСВЛ, ВП, Л            |